# نيكولا بادوين
نيكولا بادوين (بالإيطالية: Nicola Padoin)‏ هو لاعب كرة قدم إيطالي في مركز الوسط، ولد في 24 فبراير 1979 في مونتيبيلونا في إيطاليا. شارك مع منتخب إيطاليا تحت 18 سنة لكرة القدم ومنتخب إيطاليا تحت 19 سنة لكرة القدم. أما مع النوادي، فقد لعب مع إيه سي ميلان ونادي إمبولي ونادي ريجيانا 1919 ونادي سبيزيا ونادي ليكو.